# 川島町山田
川島町山田（かわしまちょうやまだ）は、徳島県吉野川市の大字。郵便番号は〒779-3302。

## 地理
吉野川市の北部に位置。東は鴨島町敷地、北は鴨島町樋山地、南は美郷、西は川島町桑村に接する。
南部は標高500mほどの山地が東西に連なり、山地から北に延びる低い稜線に挟まれた台地で、その中央を湯吸谷川が流れている。

### 山岳
- 湯吸山
- 樋山地石鎚山

### 河川
- 湯吸谷川

### 小字
- 大塚
- 北原
- 芝生
- 鷹ノ巣
- 釿原
- 中須賀
- 平倉
- 湯吸

## 歴史
- 2004年（平成16年）10月1日 - 麻植郡川島町が鴨島町・山川町・美郷村と合併して吉野川市となり、現在の町名となる。

## 施設

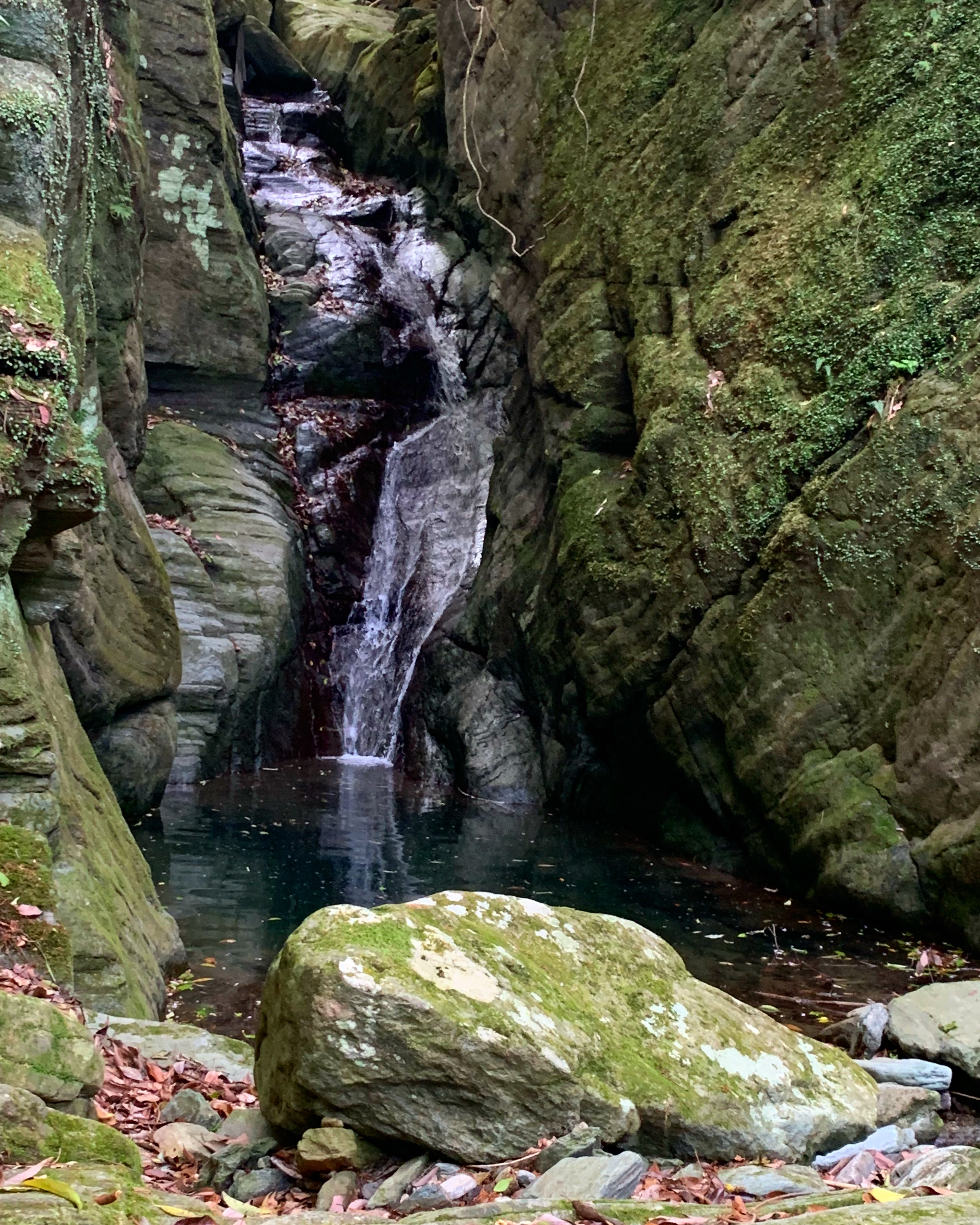
水神の滝

- 上桜公園（大正池）
- 志田宮神社
- 水神の滝

## 交通

### 道路
都道府県道
- 徳島県道238号川島西麻植停車場線
- 徳島県道242号植桜鴨島線